# پیل (تیرول)
پیل تیرول (به آلمانی: Pill) یک منطقهٔ مسکونی در اتریش است که در شواس واقع شده‌است. پیل تیرول ۲۰٫۹ کیلومتر مربع مساحت دارد ۵۵۶ متر بالاتر از سطح دریا واقع شده‌است.